# Дитрих Храбак
 Дитрих „Дитер“ Храбак (на немски: Dietrich „Dieter“ Hrabak) е германски пилот по време на Втората световна война, служил в Луфтвафе от 1935 г. до 8 май 1945 г., а след това отново в Бундесвера от 1955 до пенсионирането си на 30 септември 1970 г. По време на Втората световна война има 125 свалени чужди самолета, по време на над 1000 бойни полета. 109 от въздушните му победи са на Източния фронт, а 16 срещу западните съюзници.